# 古昌

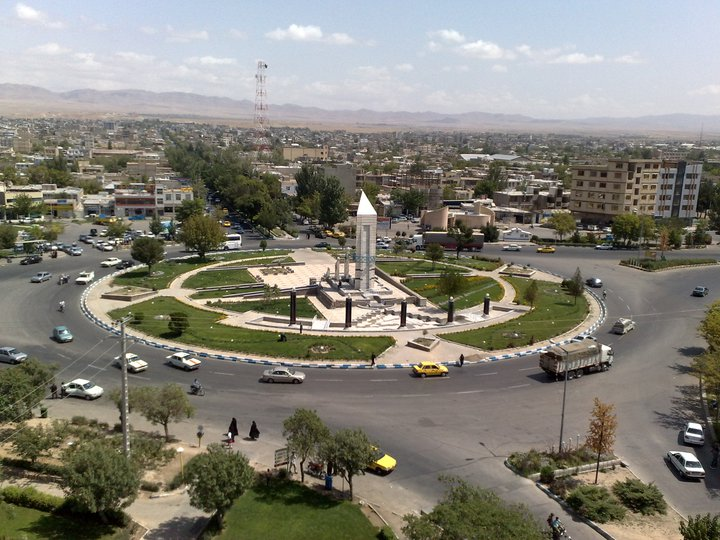
古昌市中心街景

古昌（波斯语：قوچان，英语：QUCHAN）是伊朗的城市，位於該國東北部，由禮薩呼羅珊省負責管轄，距離首府馬什哈德125公里，毗鄰與土庫曼斯坦接壤的邊境，海拔高度1,317米，2012年人口101,604 。
它位于土库曼斯坦边境以南。古昌有公路与东南125公里处的马什哈德和北边100公里处的土库曼斯坦相连。
古昌在历史上曾多次遭受地震，1895年因地震造成严重毁坏，又迁至元古昌镇以东约10公里处建立新城。1895年发生地震后，在扎夫兰卢部落首领穆罕默德·纳赛尔·汗·肖阿·道拉和俄罗斯工程师的帮助下，在距旧城12公里处修建了现在的城市。

## 历史事件
阿夫沙尔王朝开国君主纳迪尔·沙阿·阿夫沙尔（نادر شاه افشار）于1747年6月20日在此地遇刺身亡。
1895 年 1 月 17 日古昌发生6.8 级地震，估计有 770 人伤亡。

## 名人
- 摔跤运动员艾哈迈德·瓦法达尔（Ahmad Vafadar）